# Cámara de hilos
Una cámara de hilos o, más estrictamente, una cámara proporcional de multihilos es un detector de partículas que permite determinar la dirección y energía de la partícula incidente, gracias a que combina el concepto del contador Geiger y del contador proporcional. 
En un contador Geiger, un hilo atraviesa un tubo de un gas. Las paredes del tubo se colocan a tierra y el hilo a una alta diferencia de potencial respecto a las paredes. El gas ha sido elegido para que se ionice con facilidad cuando lo atraviesa una partícula cargada. Los electrones e iones resultantes producen una avalancha en el gas cuando se dirigen al hilo.
Una cámara de hilos es una cámara de escasa altura que contiene un gas como helio, neón o una mezcla de ambos, y que está comprendida entre dos extensos planos equipados con hilos conductores. Los hilos conductores del plano superior son todos paralelos entre sí (digamos que corren a lo largo del eje X) y perpendiculares a los hilos conductores del plano inferior (que por tanto corren en el eje Y) . Al aplicar una diferencia de potencial entre los hilos del plano superior y los del plano inferior, se produce una descarga entre los dos hilos más cercanos a la traza cada vez que pasa la partícula cargada. Identificando los hilos que han sufrido la descarga, puede determinarse la posición (X, Y) en el plano por la que ha pasado la partícula. Apilando varias cámaras unas encima de otras, puede determinar la dirección de incidencia de la partícula.
En la cámara proporcional de multihilos, se combina la cámara de hilos con un contador proporcional. Se ajusta la diferencia de potencial entre los hilos de forma que se pueda contar la cantidad de iones que se producen en el gas. Esa cantidad de iones es proporcional a la energía cinética de la partículas incidente.
La invención en 1968 de este último detector le valió a Georges Charpak (que trabajaba en el CERN) el Premio Nobel de Física de 1992.